# Berkleasmium pandani
Berkleasmium pandani är en svampart som beskrevs av McKenzie 2008. Berkleasmium pandani ingår i släktet Berkleasmium, ordningen Pleosporales, klassen Dothideomycetes, divisionen sporsäcksvampar och riket svampar.   Inga underarter finns listade i Catalogue of Life.